# Simon van Slingelandt

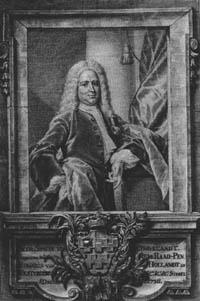
Simon van Slingelandt

Simon van Slingelandt, Herr von Patijnenburg, (* 14. Januar 1664 in Dordrecht; † 1. Dezember 1736 in Den Haag) war ein bedeutender niederländischer Politiker, und führte zwischen den Jahren von 1727 und 1736 den Titel eines Ratspensionärs von Holland. Er entstammte einem der führenden Regentengeschlechter Hollands, den Van Slingelandt.

## Biografisches
Als Sohn des einflussreichen Aristokraten Govert van Slingelandt, Herr von Dubbeldam (einem auf einer Insel gelegenen Stadtteil Rotterdams) (1623–1690), Pensionär der Stadt Rotterdam und Botschafter in Preußen, Schweden, Polen und Dänemark, kam Simon schon früh mit der politischen Situation des Landes in Berührung.
In der Zeit vor seiner Ernennung zum höchsten Regierungsbeamten seines Landes verfasste Van Slingelandt verschiedene Berichte für die niederländische Nationalversammlung (Tweede Grote Vergadering) ab. Sein Ziel war es dem sogenannten Staatsrat (Raad van State) zu mehr Macht innerhalb der Republik zu verhelfen.
Als er im Jahre 1727 zum Ratspensionär bestellt wurde, sah er sich schon inmitten der führenden holländischen Politiker wieder. Van Slingelandt war, ähnlich seinen bedeutendsten Amtsvorgängern Johan van Oldenbarnevelt und Johan de Witt, ein eingefleischter Republikaner. Sein politisches Ziel war die abermalige Ausgrenzung der oranischen Statthalter aus der holländisch/niederländischen Politik. Van Slingelandt bemühte sich auch um eine niederländische Allianz mit Großbritannien und war als Friedensvermittler zwischen Österreich und Großbritannien sowie zwischen Österreich und Frankreich im Jahre 1736 tätig. Das politisch führende Amt des Ratspensionärs hatte Simon van Slingelandt bis zu seinem Todestag am 1. Dezember 1736 inne.
Simon van Slingelandt, Magister der Rechte, war mit Susanna de Wildt (1666–1722) und danach mit seiner Hausfrau Johanna Margaretha van Coesvelt (1726–1736) verheiratet.

## Trivia
- Der Briefwechsel zwischen Simon van Slingelandt und Sicco van Goslinga ist im Instituut voor Nederlandse Geschiedenis aufbewahrt.